# Droits LGBT à Sainte-Lucie
Les personnes lesbiennes, gays, bisexuelles et transgenres (LGBT) vivant à Sainte-Lucie sont confrontées à des difficultés juridiques que les personnes non LGBTQIA+ ne rencontrent pas. Les relations sexuelles entre personnes de même sexe sont légales depuis juillet 2025, conformément à la Haute Cour du pays,.

## Activité sexuelle entre personnes de même sexe
Les activités sexuelles entre personnes de même sexe étaient illégales pour les hommes jusqu'au 29 juillet 2025, date à laquelle la Cour suprême de la Caraïbe orientale a invalidé les lois de l'époque coloniale contre la sodomie et l'indécence grave, les jugeant inconstitutionnelles,,.

### Lois
Conformément à la décision du tribunal de juillet 2025, le Code pénal (n° 9 de 2004 ; en vigueur le 1er janvier 2005) a été modifié pour stipuler ce qui suit :
Indécence grave
- Article 132. 
  - (1) Quiconque commet un acte de grossière indécence avec une autre personne commet une infraction et est passible, sur déclaration de culpabilité par mise en accusation, d’un emprisonnement de dix ans ou, sur déclaration de culpabilité par procédure sommaire, d’un emprisonnement de cinq ans.
  - (2) Le paragraphe (1) ne s’applique pas à un acte de grossière indécence commis en privé entre des adultes consentants.
  - (3) Aux fins du paragraphe (2) —
    - (a) un acte est réputé ne pas avoir été commis en privé s'il est commis dans un lieu public ; et
    - (b) une personne est réputée ne pas consentir à la commission d'un tel acte si —
      - (i) le consentement est extorqué par la force, les menaces ou la crainte de lésions corporelles ou est obtenu par des déclarations fausses et frauduleuses quant à la nature de l’acte ;
      - (ii) le consentement est induit par l’application ou l’administration de toute drogue, matière ou chose dans l’intention d’intoxiquer ou de stupéfier la personne; ou (iii) cette personne souffre d’un trouble mental et l’autre partie à l’acte sait ou a de bonnes raisons de croire que la personne souffre d’un trouble mental.

  - (4) Dans le présent article, « grossière indécence » est un acte autre qu'un rapport sexuel (qu'il soit naturel ou non) commis par une personne et impliquant l'utilisation des organes génitaux dans le but d'éveiller ou de satisfaire le désir sexuel.

Sodomie
- Article 133.
  - (1) Quiconque commet une sodomie commet une infraction et est passible, sur déclaration de culpabilité par mise en accusation, d'une peine d'emprisonnement de :
    - a) emprisonnement à vie, si elle est infligée avec force et sans le consentement de l’autre personne;
    - (b) dix ans, dans tout autre cas.

  - (2) Quiconque tente de commettre une sodomie ou commet une agression avec l’intention de commettre une sodomie commet une infraction et est passible d’une peine d’emprisonnement de cinq ans.
  - (3) Dans le présent article, « sodomie » désigne les rapports sexuels par voie anale entre une personne et une autre personne, sauf lorsqu’ils ont lieu en privé entre des personnes consentantes dont chacune est âgée de 16 ans ou plus.

Avant d’être abrogées, ces lois n’étaient pas appliquées.

### Efforts de dépénalisation
En novembre 2017, lors d'une intervention lors de la réunion du Centre caribéen pour la famille et les droits de l'homme (CARIFAM), la ministre des Affaires étrangères, Sarah Flood-Beaubrun (en), a réitéré sa position selon laquelle le gouvernement « s'en tiendra à sa décision de s'abstenir de dépénaliser la sodomie et la prostitution malgré la pression croissante des pays et organisations internationales ».
En février 2019, après le meurtre à l'arme blanche de Michael Pooran, un Guyanais de 27 ans, à Sainte-Lucie, l'Alliance des Caraïbes orientales pour la diversité et l'égalité (ECADE) et les organisations United & Strong ont déclaré que la mort de Pooran serait due à son orientation sexuelle présumée. Elles ont exhorté le gouvernement de Sainte-Lucie à « dénoncer fermement toute forme de violence et de discrimination fondée sur l'orientation sexuelle, l'identité et l'expression de genre » et à « encourager les gouvernements de Sainte-Lucie et des Caraïbes orientales à réexaminer l'impact des lois sur la sodomie et les atteintes graves à la pudeur, largement interprétées comme une criminalisation de la communauté LGBTQ »,.
En mars 2019, il a été rapporté que le sénateur Hermangild Francis, ministre de la Justice et de la Sécurité nationale et ancien commissaire adjoint de police, soutenait une révision de la loi sainte-lucienne sur la sodomie. Il a déclaré aux journalistes : « Si les Saint-Luciens souhaitent une révision de cette loi, je n’y vois aucun inconvénient. Mais je pense que le moment est venu de nous pencher sérieusement sur la question. Trop de jeunes sont calomniés en raison de leur orientation sexuelle. Je ne trouve pas cela juste. Chacun devrait avoir le droit d’avoir ses propres convictions sexuelles, politiques et religieuses. Je suis d’accord pour que cette loi soit révisée. L’homosexualité entre adultes consentants dans leur intimité – je n’y vois aucun inconvénient, mais comme je l’ai dit, chacun a le droit d’avoir son opinion et nous devons respecter chacun dans ce genre de discussion ».
Fin mars 2019, le chef de l'Église catholique de Sainte-Lucie, l'archevêque Robert Rivas, a affirmé que l'Église n'était pas contre les homosexuels et a exprimé l'espoir que les gouvernements de la région « prennent les mesures nécessaires » concernant la loi contre la sodomie. Il a déclaré : « Dans certains endroits, elle a déjà été abrogée. Si cette loi est préoccupante et ne remplit pas son rôle comme elle aurait dû le faire par le passé, elle doit être révisée et mise à jour. » Il a ajouté : « L'Église n'est pas contre les homosexuels ; elle est peut-être contre toute activité qui pose un problème moral, mais, s'agissant de la personne, l'Église l'aimera toujours et prendra soin d'elle comme Jésus l'a fait. »  et que « Quiconque a dit que l'Église est contre [les homosexuels] est probablement mal informé sur l'Église d'aujourd'hui. Je n'ai jamais dit cela dans mes prêches à Sainte-Lucie. Je suis ici depuis onze ans et évêque depuis 29 ans. Je n'ai jamais prêché cela, et je n'ai jamais entendu notre archidiocèse prêcher cela. » ajoutant que le moment était peut-être venu de revenir sur la sodomie de l'île,. Quelques jours plus tard, début avril, le pasteur méthodiste surintendant de l'Église méthodiste, Seth Ampadu, a accueilli les homosexuels et les lesbiennes, mais pas leurs activités. Il a également déclaré que si la loi devait être révisée, elle ne devrait pas l'être pour inciter à des comportements répréhensibles.

## Opposition à la déclaration de l'ONU
Sainte-Lucie a été le seul membre de l’ONU dans les Amériques à s’opposer formellement à la déclaration de l’ONU sur l’orientation sexuelle et l’identité de genre.

## Protections contre la discrimination
L'article 131 du Code du travail, promulgué en 2006, interdit le « licenciement abusif » fondé sur l'orientation sexuelle.
La loi sur la violence domestique adoptée le 8 mars 2022 étend toutes ses protections aux personnes LGBTQIA+.

## Source
- (en) Cet article est partiellement ou en totalité issu de l’article de Wikipédia en anglais intitulé « LGBT rights in Saint Lucia » (voir la liste des auteurs).